# Серболужицька література
Серболужицька література (в-луж. і н-луж.  Serbska literatura) — література на верхньолужицькій і нижньолужицькій мовах або написана серболужицькими авторами на інших мовах. Найдавнішою письмовою пам'яткою на лужицькій мові, що збереглася до нашого часу, є фрагменти так званого твору «Magdeburgske glosy», який датується XII століттям. Регулярне видання друкованих книг на лужицьких мовах почалося в XVI столітті. Існує корпус «Лужицьких мовних пам'яток», виданих протягом XVI—XVIII століть і вони є такими, що значно вплинули на розвиток лужицьких мов.

## XVI століття

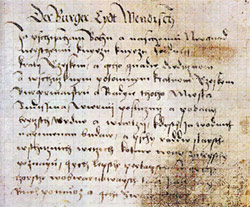
Будішинська присяга

До XVI століття літературна творчість лужицького народу існувала в основному в усній формі: наприклад, героїчні (Наші хлопці з війни їдуть) і церковні піснеспіви. Найдавнішою пам'яткою серболужицької писемності є текст латинського псалма Магдебурзького рукопису (Magdeburgske glosy) XII століття з підрядковим перекладом на старолужицькій і німецькій мовах. На думку славіста Гінца Шустера-Шевця, слов'янський переклад належить до західно-нижньолужицького діалекту.
Історія серболужицької літератури бере початок з часів Реформації — XVI століття. Самою ранньою пам'яткою ділової писемності є «Будішинська присяга» 1532 року. Це була клятва на вірність владі, дана лужичанами після отримання ними права рівноправних громадян Будішина. Пізніше аналогічні присяги з'явилися і в інших містах Лужиці. Важливу роль у становленні писемності у верхньо-і нижньолужицьких сербів в XVI—XVIII століття виконували переклади Біблії та інших релігійних текстів. Перші книги були написані і надруковані протестантами на нижньолужицьких діалектах: в 1548 році Міклавш Якубіца переклав Новий Завіт, в 1574 році Альбін Моллер видав «Малий Катехизис».
У 1595 році в світ вийшла перша друкована книга на верхньолужицькій мові — «Малий катехизис» Мартина Лютера, перекладена Венцеслаусом Варіхом. У 1707 році Юрієм Гавштином Светлик був виконаний повний переклад Біблії. У XVI—XVII століттях виникли верхньолужицька (в католицькому і протестантському варіантах) і нижньолужицька письмові мови. Ряд пам'яток серболужицької писемності було написано на діалектах, які згодом вимерли. У 1884 році лужицький фольклорист Гендріх Йордан виявив рукопис твору «Gregoriusowe kěrlušowe knižki», який датується кінцем XVI століття і являє собою зразок розвитку верхньолужицької мови та її діалектів. Створенню єдиної національної мови перешкоджала і територіальна роз'єднаність лужицьких сербів.
Лужицьким письменником початку XVI століття, що писав на латині, був викладач Краківського та інших університетів Європи — Ян Рак (пом. 1520). У 1502 році в Страсбурзі були опубліковані його «Пісні». Відомо, що Раком були написані і «Вірші про Лужицю». Іншим великим гуманістом і поетом був Каспар Пойкер (пом. 1602). Перебуваючи в ув'язненні в Лейпцизькій в'язниці, Пойкер в 1583 році склав поему на латині «Ідилія батьківщини», що являла собою хроніку Баутцена і його округи (опублікована в 1594 році). Найвідомішим противником Реформації XVI століття був викладач Краківського університету Ян Лужицький. У 1560 році він видав книгу полемічного характеру «Історичне оповідання про різні предмети». Народжений в Баутцені Каспар Янітій склав поему «Обличчя школи» («Prosopon Scholae»), в якій описав нелегке становище школи, зниження якості освіти і падіння моралі. Уродженець Котбуса Якуб Янус (пом. 1583) залишив після себе численні твори, серед яких — «День народження Христа» і «Діяння пророків». Нижньолужицький теолог і вчений Альбін Моллер в 1574 році в Баутцені випустив перші книги нижньолужицькою говіркою: «Малий катехізис», «Збірник лужицьких псалмів» і «Вічний церковний календар». На нижньолужицькій мові Моллером були видані в Лейпцигу праці з астрономії та астрології: «Детальне і правдиве повідомлення про нову комету» (1605) і «Велика практична астрологія» (1613). У 1582 році він написав книгу про лікарські рослини. У 1597 році серболужицький священник Венцеслаус Варіх видав перекладений ним катехізис на верхньолужицькій мові, до якого додавалася стаття на німецькій мові: "Відомості про те, як вживати і вимовляти букви на лужицькій мові.

## XVII століття

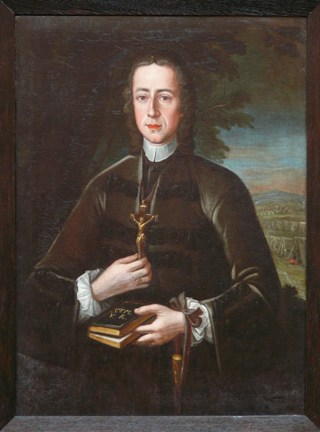
Я. К. Тіцин

Родом з Нижньої Лужиці був Ян Бок (пом. 1621), який володів сімома мовами, в тому числі нижньолужицькою (яку він називав «сарматською» мовою). Бок писав вірші на латині і німецькій мові, а також історичні твори про угорців і турків. У вірші 1612 року Бок оспівував рідну землю «лужицю-мати». Хандрош Тара (пом. бл. 1638) в 1610 році під Франкфурт-на-Майні опублікував «Малий катехізис» Лютера на західно-нижньолужицькому сторковському діалекті. Серед інших його рукописів: «Словник лужицької мови в Буххольці і околицях», граматика лужицької мови, «Лужицькі проповіді» (не збереглися). У 1627 році верхньолужицький священнослужитель Грегор Мартіні опублікував книгу «Сім покаянних псалмів царственого пророка Давида. На лужицькиій і на німецькій». У 1650 році священиком Яном Хойнаном була підготовлена до друку перша граматика нижньолужицької мови з нижньолужицько-латинським словником «Linguae Vandalicae ad dialectum Cotbisiani formandae aliquis Conatus». Приблизно в цей же час Юро Ермель випустив перший буквар на нижньолужицькій мові «ABC — Kniglicki» (в 1669 році буквар виявився під забороною і був вилучений німецькою владою). У 1654 році священиком Адамом Тіло було видано книгу на нижньолужицькій мові «Catechismus und Glaubens Articul» (в 1667 році заборонена і знищена німецькою владою). У 1653—1656 роках священиками «вендського округу» були видані чотири книги на нижньолужицькій мові: Катехізис, Псалтир, Збірник уривків з Біблії і Збірник церковних піснеспівів. В 1679 Якубом Ксавером Тіціаном в Празі була видана граматика верхньолужицької мови «Principia linguae Wendicae», що стала основою для верхньолужицької католицької літературної мови.
Вченим і священиком Юрієм Лудовіци (пом. 1673) була написана перша граматика верхньолужицької мови «Rudimenta Grammaticae Sorabo-Vandalicae idiomatis Budissinatis deliniata». У 1675 році нижньолужицький учений Юро Крігар виступив в Віттенберзькому університеті і випустив книгу «Про серболужичан, слов'янський народ, в просторіччі іменованих вендами». У 1689 році Захарій Бірлінг випустив працю по лужицькій орфографії «Didascalia seu Orthographia Vandalica». Міхал Френцель -старший (пом. 1706), будучи священиком у Баутцені, займався перекладацькою діяльністю на будішинському діалекті верхньолужицькою мовою. У 1706 році після смерті Френцеля був повністю опублікований перекладений ним Новий Заповіт. У «Вітальному посланні Петру I», що знаходився в 1697 році в Німеччині, Френцель писав: «О, Саксонія, особливо ж ти, Дрежджани … ти ніколи ще не удостоювався такої честі, щоб великий цар і великий государ, який разом з мільйонами своїх підданих говорить на нашій лужицькій або савроматівській мові, прибув до нас … ».

## XVIII століття

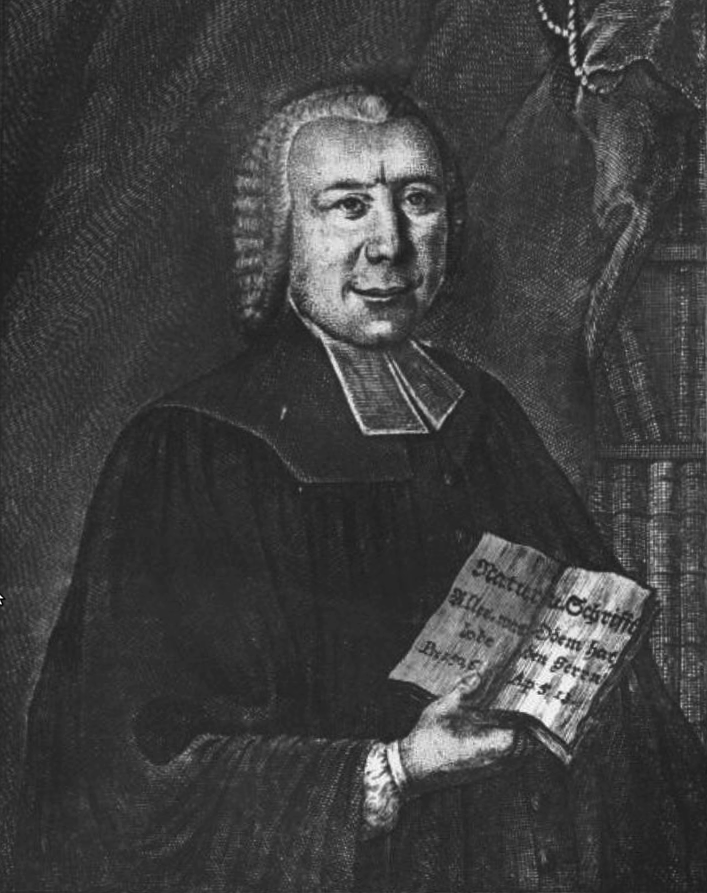
Г. Б. Шерах

Одним з відомих лужицьких родів, які відіграли значну роль у становленні серболужицької літератури, став рід Френцеля, з якого з 1660-х до середини XVIII століття вийшло кілька представників серболужицької наукової та творчої інтелігенції. Першим відомим представником цього роду став перекладач Міхал Френцель, який в 1706 році видав Новий Завіт на верхньолужицькій мові. Його діяльність сприяла підняттю престижу рідної мови серед лужичан. Міхал Френцель був батьком лужицького енциклопедиста Абрахама Френцеля і поета Міхала Френцеля, який, в свою чергу, був батьком хроніста Саломона Богухвала Френцеля. Абрахам Френцель (пом. 1740) був автором десятитомної праці «De originibus linguae Sorabicae» («Про походження лужицької мови»). В останніх двох томах Френцель пояснив назви населених пунктів Лужиці. У 1719 році вийшла в світ книга Френцеля про язичницьких богів слов'ян і лужичан «De diis Slavorum in specie».
У 1706 році Яном Богумілом Фабріціусом, який стояв біля витоків нижньолужицької літературної мови, була відкрита перша друкарня в Котбусі. У 1721 році в Будішині був виданий латинсько-лужицький словник, складений Юрієм Гавштином Светліком. Уродженець Котбуса Ян Богумер Ріхтар, відомий своїми дослідженнями про бджільництво, в 1730 році випустив історико-етнографічну працю на німецькій мові «Збори деяких повідомлень про місто Котбус в Нижній Лужиці і прилеглих до нього місцях». У 1738 році в Люббені почало виходити щомісячне наукове видання «Destinata Litteraria et Fragments Lusatica». Важливими освітніми установами, в яких виховувалася серболужицька інтелігенція, були Лужицька семінарія (діяла з 1728 по 1922 рік) і Малостранська німецька гімназія у Празі. У цих установах навчалися майбутні серболужицькі письменники і поети XVIII—XIX століть.
У 1766 році вийшла перша в історії газета в рукописному варіанті на верхньолужицькій мові «Lipske nowizny a wšitkizny». Цю газету видали представники Сербського проповідницького товариства, яке виникло в 1716 році серед лужицьких студентів Лейпцизького університету. У 1728 році це товариство видало Біблію на верхньолужицькій мові, яка увійшла в список «лужицьких писемних пам'яток». Членом цього товариства був представник епохи Просвітництва Гадам Богухвал Шерах (пом. 1773), який видав велику кількість релігійних текстів. У 1755 році вийшла його стаття на німецькій мові «Послання на захист древніх слов'ян і лужичан», в якому автор спробував розвінчати німецькі упередження проти слов'ян. У другій половині XVIII століття з'явилася велика кількість лужицьких видань німецькою мовою. Так, в 1768 році в Герліц був заснований німецькомовний «Лужицький журнал». Юрій Мень, представник світського напряму в літературі, в 1767 році склав патріотичну поему «Лужицької мови можливості і вихваляння в поетичній пісні».
Ян Горчанський в 1782 році опублікував німецькою мовою книгу «Роздуми верхньолужицького серба про долю свого народу …». У німецькому журналі «Lausitzer Provinzial-Blätter» Горчанський писав: «Зізнаюся одразу: я серболужичанин і не соромлюся свого походження …». В 1790 році в Баутцені вийшов суспільно-політичний журнал на верхньолужицькій мові «Місячник для повчання і розради» («Mesačne pismo k rozwučenju a wokřewjenju»), який відразу ж був заборонений владою Саксонії, що побоювалася хвилювань. Лінгвістом Яном Бедріх Фріцом (пом. 1819) був перекладегий на нижньолужицьку мову Старий Завіт, складений нижньолужицький словник з граматикою.

## XIX століття
Журналіст-просвітитель Ян Богухвал Дейка (пом. 1853) з 1809 по 1812 рік видавав на верхньолужицькій мові щомісячник «Serbski powědar a kurěr» («Лужицький оповідач і кур'єр»). На першу половину XIX століття доводиться творчість верхньолужицьких поетів Рудольфа Мене, натхненника національного відродження Гандрія Лубенського, нижньолужицьких письменників Дабіта Богувера Глована, Помгайбога Крісталюба Фріцо і Ханзо Непіли. Бедрих Адольф Клин, відомий, в першу чергу, як публіцист, писав також вірші латинською і верхньолужицькою мовами. У 1826 році став виходити рукописний літературний журнал «Сербські новини». Початок найбільш плідного періоду романтизму у Верхній Лужиці був пов'язаний з Гандрієм Зейлером (пом. 1872) і Гендріхом Августом Крігаром (пом. 1858). Зейлер був автором пісні, що отримала назву «Прекрасна Лужиця», яка стала національним гімном лужичан. Для Лужиці Зейлер має таке ж значення, як О. С. Пушкін для Росії.

### Національне відродження

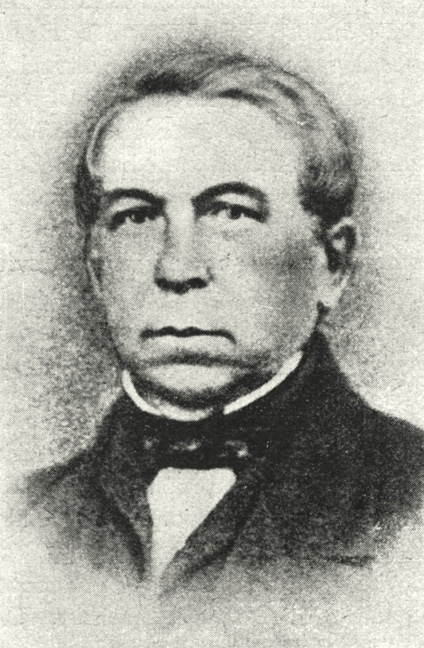
Г. Зейлер

До 1840-х років постійних періодичних видань на лужицькій мові не було, літературні твори в більшості своїй створювалися в рукописах, була відсутня читаюча аудиторія. У ці роки почався якісно новий етап у розвитку серболужицької літератури. У 1842 році виходило щотижневе видання «Jutnička». У тому ж році Зейлером було розпочато випуск щотижневої газети «Tydźenska Nowina», яка проіснувала під різними назвами до заборони в 1937 році. У 1847 році була створена Матиця серболужицька (за прикладом аналогічних установ в Сербії та Чехії), яка зібрала навколо себе лужицьку інтелігенцію, а також освітчених ремісників і селян. Ян Веля-Радисерб і Ян Бартко в 1848 році почали випускати політичну газету «Сербські новінкар» («Serbski Nowinkar»), яка стала виступати за скасування монархії. Якщо Зейлер був ліриком, то Ян Веля — майстром балади, байки і політичного вірша. Іншим ліриком верхньолужицької поезії була перша лужицька поетеса Герта Вічазец (пом. 1885). У 1848 році в Котбусі стала видаватися газета на нижньолужицькій мові «Bramborski Serbski Casnik», яка виходила під своєю назвою до 1939 року. У 1880 році в Нижній Лужиці була створена філія Матиці. У 1851 році в Будішин був відкритий серболужицький видавничий магазин. У 1875 році Я. Смолер на кошти меценатів купив друкарню. У 1848 році був заснований «Časopis Maćicy Serbskeje» («Журнал Матиці серболужицької»), що виходив два рази на рік (до заборони в 1937 році). З 1860 по 1881 рік видавався літературний журнал «Łužičan» («Лужичанин»). З 1876 по 1881 роки виходив другий літературний журнал — «Липа сербська» («Lipa Serbska»).

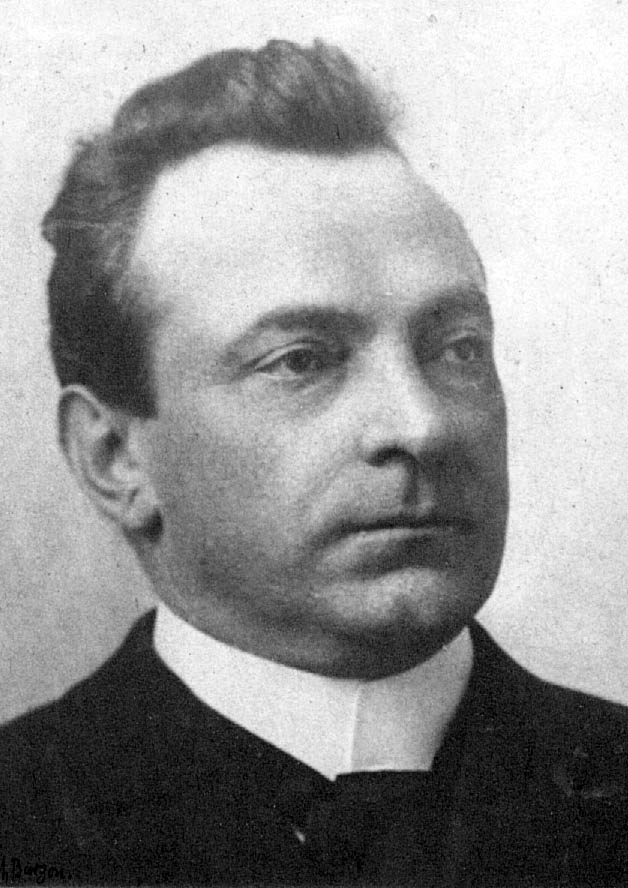
Якуб Барт-Цішинський

У суспільстві лужицьких студентів «Сербовка» в Празі починалася творчість верхньолужицьких поетів: Міклауша Яцславка, Міхала Горніка, Яна Чесли. У 1861 році студент, член «Сербовки» Міхал Лешава почав видавати свій рукописний ілюстрований журнал «Serb», на сторінках якого публікували свої перші поетичні спроби майбутні відомі лужицькі поети, котрі навчалися в той час у Празі. Вірші Яцславка близькі до політичної лірики Зейлера. Горнік складав патріотичні і політичні вірші, романси та балади, активно займався перекладацькою діяльністю (так, в 1853—1854 роках Горнік першим переклав на верхньолужицьку мову «Слово о полку Ігоревім»). Чесла розвивав жанр історичної романтичної поеми («Сербський король», «Король Пшібислав»), писав вірші і балади, в яких описувався період майже двовікової незалежності лужицьких сербів у середні віки. На другу половину 1870-х років приходиться початок творчості найбільшого верхньолужицького поета (після Зейлера) — Якуба Барта, який в 1884 році став відомий під псевдонімом Цішинський. Він вніс яскраву виражену індивідуальність, зміцнив національне начало в поезії. У віршованому творі «У фортеці» (1880) Барт-Цішинський зобразив драматичну картину боротьби слов'ян проти франків, з натяками на власну епоху. Видатними нижньолужицькими поетами в цей час були Кіто Фрідріх Штемпель і Мато Косик. Написавши філософські поеми «Три могутніх горна», «Пошуки старого місяця, або Підкорення лужицьких сербів», Штемпель виявився незрозумілим сучасниками. Розглядаючи світ як «акустичний феномен», автор підводить читача до оригінального тлумачення серболужицької мови. Косик написав великі поеми: «Сербське весілля в Блотах» (1880) в жанрі сільської ідилії і «Зрада маркграфа Геро» (1881). Друга поема заснована на історичній легенді, в якій німецький маркграф Геро приваблює слов'янських вождів для переговорів про мир, а потім їх вбиває.
Серболужицька проза стала активно розвиватися з 1840-х років. У 1847 році вийшло перше книжкове видання «Розповіді» Вели-Радисерба. Письменник зробив значний внесок в розвиток жанру серболужицької історичної прози. У новелі «Ян Маня, або Де мій дім» (1896) Веля-Радисерб писав про проблеми молодих лужичан, які емігрували в Америку. У 1902 році він видав «Серболужицькі прислів'я» (з кількістю в десять тисяч прислів'їв); в 1907 році — «Загадки», в 1909 році — «Народні метафори». У жанрі актуальної соціально-політичної прози верхньолужицьким письменником Яном Богувером Мучінком в 1849 році була написана повість «Грібовчани, або Політична розповідь з наших часів». У жанрах актуально-політичної, дидактичної і сатиричної прози в цей час писав Юліус Едуард Велан, Міхал Горнік та інші. Найбільш тісні зв'язки в цей час серболужицька література підтримувала з чеською літературою, яка займала перше місце по числу перекладених творів (на другому і третьому місцях були польська та російська літератури).

## XX століття

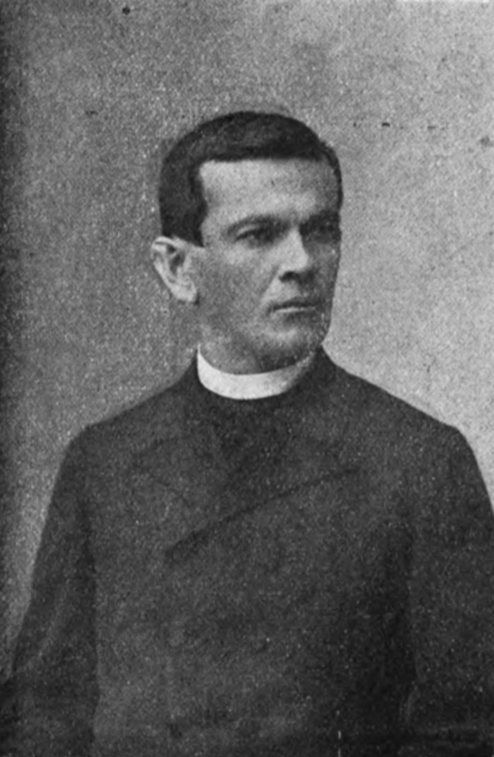
М. Андрицький

На кінець XIX — початок XX століття приходиться творчість німецьких письменників Яна Валтера, писав верхньолужицькою, і Юрія Зауервайна, який писав на нижньолужицькій мові. З 1900 до 1906 року діяв організований Міклавшем Андріцьким Союз серболужицьких письменників. Андріцький розвивав новий для національної літератури жанр «вірші прозою». Його прийоми були актуалізовані в поезії Яна Кружа (пом. 1918), Яна Лайнерта (1974) і Йозефа Новака (пом. 1978). Значний внесок у світську і релігійну лірику вніс протестантський поет верхньолужицької літератури Матей Урбан (пом. 1931). Урбан показав себе і як великий перекладач античної, німецької та слов'янської поезії на верхньолужицьку мову. Поетами народно-пісенної лірики були Ян Емануель Добруцький (пом. 1921), Ян Гайнца (пом. 1926), Ян Циж (пом. 1948) і Йозеф Якубаш (пом. 1958).
У верхньолужицькій прозі цього періоду відбувався розвиток історичної повісті та роману у творчості Яна Вели-Радисерба, Юрія Вінгера (пом. 1918), Яна Валтара (пом. 1921), Емануеля Добруцького, Якуба Лоренца-Залеського (пом. 1939), Матея Гандріка (пом. 1945). У видавничій справі і публіцистичних традиціях Андріцького продовжили Юрій Деленк (пом. 1918) і Франц Краль-Рахлоуц (пом. 1915). Великим прозаїком цього часу був Міхал Навка (пом. 1968), творчість якого відрізнялася соціально-критичною спрямованістю. Якуб Лоренц-Залеський написав історико-міфологічну повість «Сербські богатирі», яка була опублікована в 1900 році. Дія повісті розгортається за часів німецько-слов'янських війн X століття.

### Міжвоєнний період
У 1919 році виникли двомовні видання німецькою та лужицькою мовами: тижневик «Сербське слово» («Serbske Słowo», виходив в 1919 році) і щоденна газета «Сербські дженік» («Serbski Dźenik»), які виходили до 1921 року. Видатним публіцистом міжвоєнного період був Ян Скала. Література на лужицькій мові в цей час активно видавалася празьким відділенням Спілки серболужицьких письменників. У 1931 році в світ вийшов роман Я. Лоренца-Залеського «Острів забутих», що був вершиною серболужицької прози в період між світовими війнами. У 1920 році в Празі Йосефом Патою на лужицьких мовах видавалася літературна «Серболужицька хрестоматія» («Serbska čitanka»). У 1934 році в Карловому університеті в Празі відкрилася перша кафедра лужицької мови, літератури та історії культури.
У 1919 році Йозефом Новаком була опублікована поетична збірка «З духом свободи», що стала маніфестом відродженої серболужицької літератури. Його вірш «До повстання, серби!» (1919) багато разів цитувався газетами нацистської Німеччини для обґрунтування «остаточного вирішення» лужицького питання. У 1921 році була надрукована історична драма Новака «Останній король». Іншими поетами цього періоду були Міхал Навка, Ян Лайнерт, Юрій Хежка, а також Міна Віткойц, перу якої належить збірник «Вінок квітів з Блот» (1934). Віткойц займалася і перекладацькою діяльністю з верхньолужицької, чеської, словацької, російської мов. Ще до приходу нацистів до влади Віткойц була притягнута до відповідальності за «антинімецьку діяльність», в 1933 році їй заборонили писати. Іншими нижньолужицькими поетесами цього періоду були Ліза Домашкойц і Мар'яна Домашкойц. У газеті "Сербські новини " з 1923 по 1937 рік було опубліковано понад 600 статей і нарисів письменника Юрія Слоденька. Письменник Мерчін Новак-Нехорньський (пом. 1990) займався розвитком жанру художніх подорожніх нарисів. У міжвоєнний період Новаком-Нехорньським було опубліковано понад 200 нарисів і фейлетонів, спрямованих проти німецького націоналізму. Показав він себе і як перекладач, художник та ілюстратор книг. У той час були видані його книги «В царстві Душана Сильного» (1936) і «По лужицьких дорогах» (1937), які потрапили під заборону. Крім Новака-Нехорньського в цей період були і інші письменники соціально-критичної прози — Я. Скала, Я. Лоренц-Залеський, Марія Кубашец, Міклауш Бедрих-Радлубін. У газеті «Сербські новини» публікували романи, повісті та оповідання Ромуальда Домашки (пом. 1945). Драматургом себе показав прозаїк Юрій Веля, який написав антинацистські п'єси «Хазяїн і працівник» (1931), «Дракон» (1936) та інші.

### Період націонал-соціалізму
У 1933 році з серболужицького видавництва були видалені неугодні владі особи, в тому числі Лоренц-Залеський, Новак-Нехорнський і Міна Віткойц. Їм було заборонено писати, Новак-Нехорнський був заарештований. Реакцією на події в Лужиці стали протести в Чехословаччині, після чого репресії на деякий час припинилися. У 1934 році журналістка Марія Грольмусец була звинувачена в антифашистській діяльності та арештована (померла в ув'язненні в концтаборі Равенсбрюк). Частина серболужицької інтелігенції була виселена з Лужиці. На початку 1937 року «Домовіна» на чолі з Паволом Недо відмовилася прийняти запропонований в ультимативній формі проект статуту «Спілки розмовляючих по-вендськи німців», який принижував національну гідність лужицьких сербів. 18 березня 1937 року «Домовіна» була фактично ліквідована (разом зі своїми друкованими органами); Матиця серболужицька була розпущена, видавництво і друкарня закриті, бібліотека і архів заарештовані. Видано указ про вилучення всієї серболужицької літератури з бібліотек. Публічне використання лужицької мови виявилося під забороною. Німецька преса отримала негласне розпорядження уникати будь-яких згадок про лужицьких сербів, під заборону потрапило навіть вживання терміну «лужицькі серби» (Sorben, Wenden). Атмосфера арештів і погроз викликала передчасну смерть Яна Скелі і Якуба Лоренца-Залеського, загинув Юрій Хежка. Члени «Домовіни» почали антифашистський опір, що виражався в поширенні антифашистських матеріалів. Ряд письменників зазнали арештів. У 1944 році були арештовані Ян Циж і голова «Домовіни» Павол Недо, звільнений згодом з в'язниці радянською армією.

### 1945—1970 роки

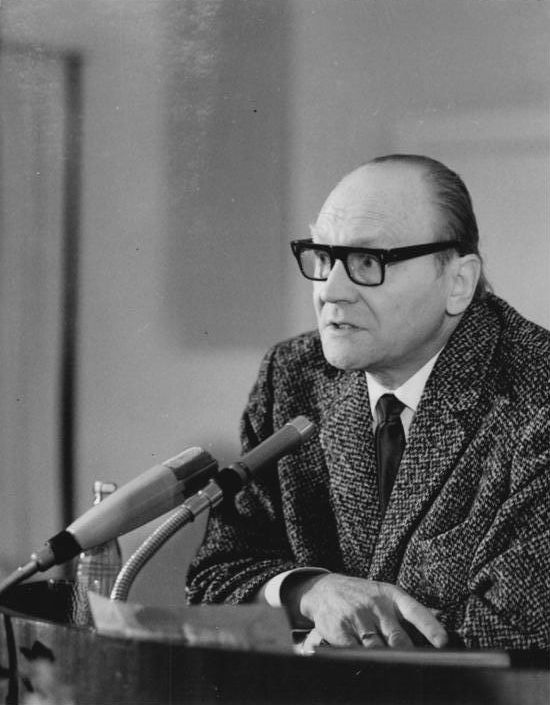
Юрій Брезан

У повоєнний час серболужицька література досягла безпрецедентного для себе розквіту. У цей період найбільш активні міжслов'янські літературні зв'язки лужицькі серби підтримували з Чехословаччиною, після якої була Польща, Українська РСР, РРФСР, Білоруська РСР і Югославія. В період дії заборони фашистською Німеччиною на використання лужицької мови скоротилася кількість носіїв мови. Серболужицькі письменники після 1945 року писали як на лужицьких мовах, так і на німецькій. Так, поет Кіто Лоренц (нар. 1938) став писати рідною мовою тільки після занять славістикою в 14 років. Двомовність посилила вплив німецької літератури на серболужицьку літературу. Активізувалися зв'язки з усіма іншими слов'янськими літературами, зросла кількість перекладів з лужицької на інші мови. У травні 1945 року було відновлено роботу «Домовіни». У 1946 році з ініціативи письменника Юрія Брєзана було відновлено Об'єднання серболужицьких письменників, яке згодом увійшло до складу Спілки письменників НДР. У 1947 році «Домовіна» отримала дозвіл на відкриття свого видавництва і друкарні; стала видаватися лужицька газета «Сербські новини». У 1948 році розпочалося регулярне радіомовлення на лужицьких мовах. У 1950 році засновано щомісячне видання культурно-політичного характеру «Розгляд». У 1951 році при Академії наук НДР був утворений Інститут серболужицького народознавства, а при Лейпцизькому університеті — Інститут сорабістики, на якому стала викладатися серболужицька література.

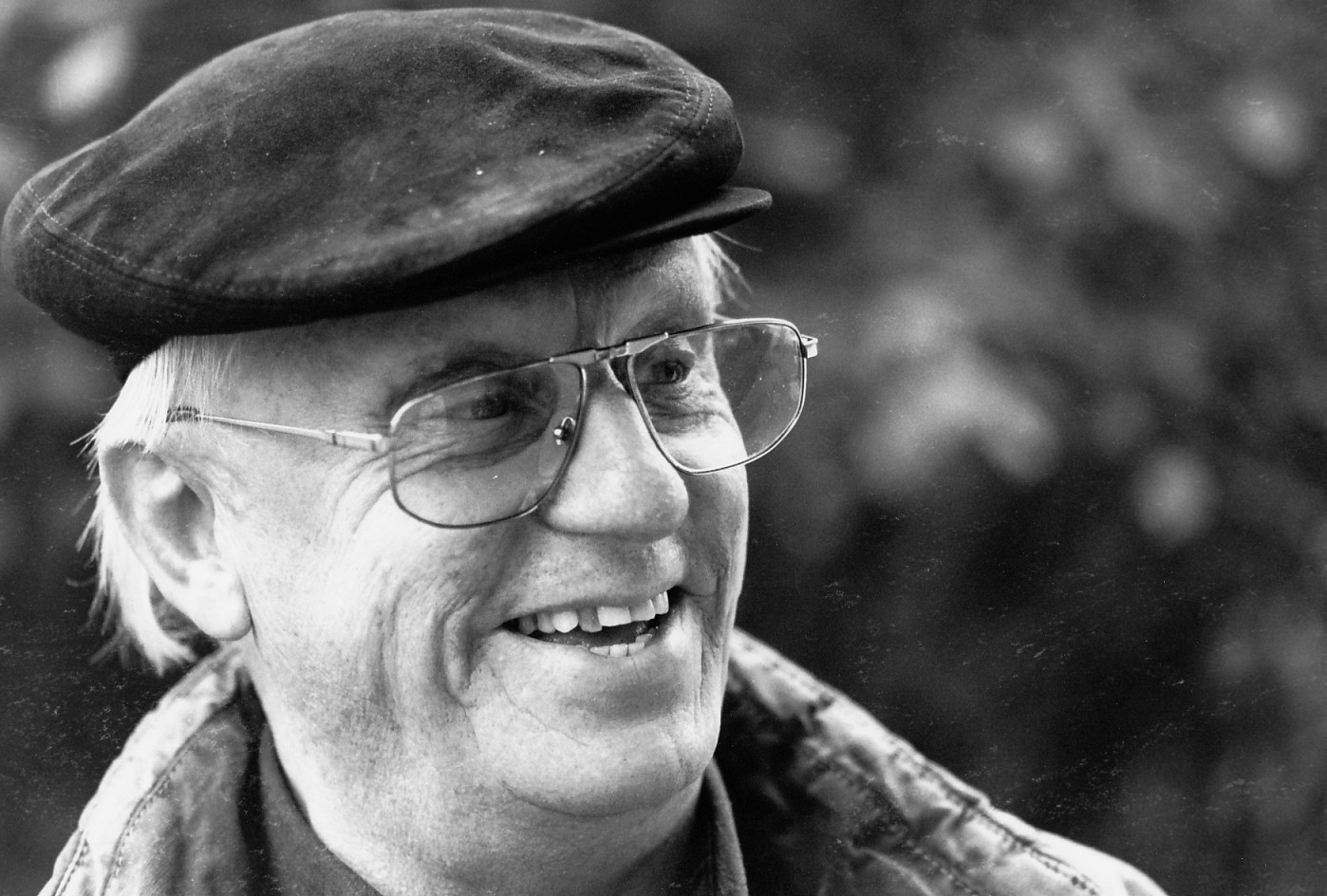
Юрій Кох

Відновили літературну діяльність поети Ота Вічаз, Міна Віткойц, Мерчін Новак-Нехорнський, Міхал Навка, Ян Лайнерт, Юрій Вуйєш, Йозеф Новак, а також письменниця Марія Кубашец. Видатним поетом першого десятиліття після закінчення війни був Юрій Брєзан. Після публікації книги віршів і прози «На межі росте жито» німецькою мовою в 1951 році Брєзан став двомовним письменником. В середині 1950-х років Брєзан перейшов до прози. Іншим поетом цього десятиліття був Юрій Млинк (пом. 1971). У поемі «До світла» (1947) поет-лірик відтворює картину життя Лужиці в роки нацизму. Млинк займався і перекладами німецької зарубіжної поезії на лужицькій мові. На початку 1960-х років виникло нове покоління лужицьких поетів, серед яких був Кіто Лоренц і Юрій Кох. Якщо для Коха поезія була перехідним етапом творчості на шляху до прози, то Лоренц став провідним лужицьких поетом. Письменниця Марія Кубашец розвивала жанри історичної та біографічної прози. Трилогія Кубашец «Босчій Сербін» (1963—1967) була присвячена лужицькому діячеві національного відродження XVIII століття Босчію Сербіну. Вона також перекладала на лужицьку мову слов'янських письменників, писала книги для дітей. Післявоєнна творчість Мерчіна Новака-Нехорнського становлять автобіографічні і художні нариси. Свої літературні казки Новак-Нехорнський зібрав у книзі «Бородатий домовик та інші казки» (1950). Він також займався перекладом російських класиків. Іншими письменниками старшого покоління, які починали працювати до встановлення нацистського режиму в Німеччині, в цей період були Курт Креньц, Юрій Вінар, Антон Навка, Ян Циж, Юрій Кубаш-Ворклечан і Вілем Беро. До 1960-х років відноситься початок творчості письменників Петра Малінка, Марії Млинкової, Бено Шолта, Юрія Кравжи, Бено Будара, Юрія Коха, Яна Ворнара. Драматургічні твори створювалися Петром Малінком («Бунтівник Ян Цушка», «Прохання про помилування», «Нічний пацієнт»), Юрієм Брезаном («Ніч в лісі», «Марія Янчова») .

### 1970—1995 роки

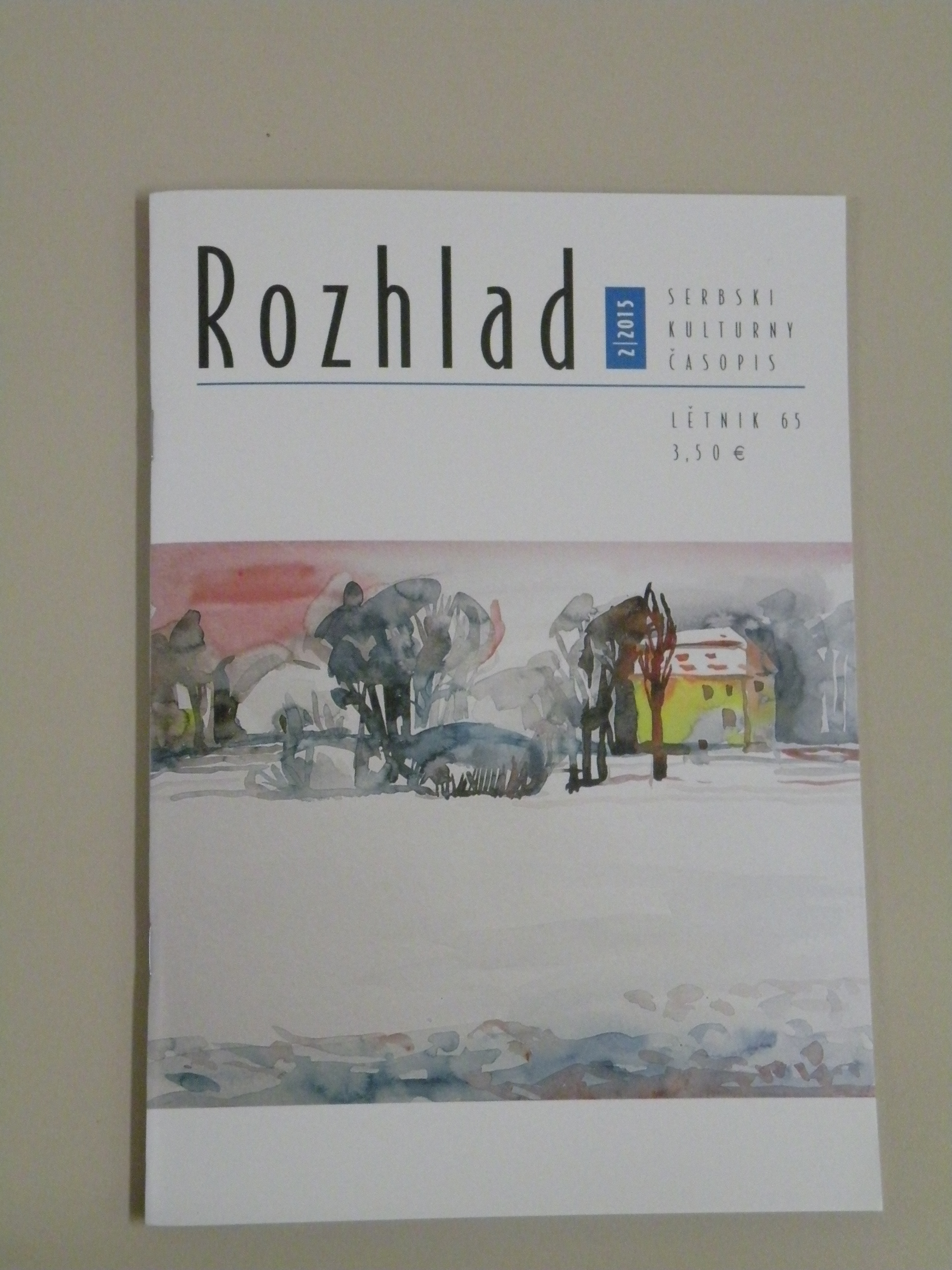
Літературний журнал «Rozhlad»

У 1970-ті роки в творчості Юрія Коха, Кіто Лоренца, Бенедикта Дирліха, Ангели Стахової з'являються ноти, пов'язані з усвідомленням протиріч соціалістичного суспільства. У вірші «Серболужицький псалом» (1975—1977) Йозеф Новак підвів підсумки власних роздумів про долю лужицьких сербів. Лоренц з 1973 року працював головним редактором серії «Серболужицька поезія». У роки соціалістичної індустріалізації в Лужиці відбувався розвиток вугільної промисловості. До 1989 року 46 лужицьких населених пунктів були повністю перериті, ще 27 поселень були частково знищені. У збірнику «Струга» (1967) Лоренц описав два світогляди: "соціалістичної людини, яка пишається зростанням соціально-економічного потенціалу, і «нормальної» людини, що зазнає жах від знищення рідних сіл і навколишньої природи. Іншими поетами цього періоду були Рожа Домашцина (нар. 1951), Бено Будар (нар. 1946), Марія Кравцец (нар. 1948), Томаш Навка (нар. 1949), Герат Лібш (нар. 1935).
Продовжував писати Брєзан, який робив основний акцент не на національні, а на соціальні проблеми. За свій роман «Крабат або Преображення світу» (1976) Брєзан отримав третю Національну премію НДР. Найвідомішим письменником цього періоду став Юрій Кох (нар. 1936), який створював свої твори як на лужицьких мовах, так і на німецькій. У прозі Коха національний елемент взяв верх над соціальним. Як і Лоренц в поезії, Кох займався екологічною темою у своїй прозі. У повісті «Землевпорядники», опублікованій в 1975 році, Кох поєднав проблему екології навколишнього середовища з екологією лужицького народу в єдине ціле. Іншими прозаїками цього періоду були Ян Ворнар, Юрій Кравжа, Кжесчан Кравц, а також письменники старшого покоління: Міна Віткойц, Херберт Новак, Марія Кубашец, Ханжа Бьєншова, Антон Навка та інші. Серед нижньолужицьких письменників: Сабіна Дункелойц, Інгрід Хустетойц, Маргіта Гейнріхова, Уве Гутшміт, Інгрід Наглова, Юрій Кох, Херберт Новак, Моніка Слокова, Хінц Ріхтар, Рожа Шенкарьова. Лужицька драма залишалася біднішою прози і лірики: за даними Д. Шолта, за післявоєнний період було написано всього 50 п'єс. П'єси створювалися найчастіше за творами серболужицької прози (наприклад, за романом «Між сімома мостами» Коха).

## XXI століття
Важливим джерелом збереження спадщини нижньолужицької літератури і культури стала серія книг під назвою «Podstupimske pśinoski k Sorabistice», видавана Потсдамським університетом з 2000 року.